# Комедія плаща і шпаги
Комедія плаща і шпаги (ісп. comedia de сара у espada, англ. comedy of cape and sword, фр. comedie de cape et d'épée, нім. Mantel und Degenstuk) — іспанський різновид комедії інтриги (XVI—XVII ст.), названий за деталями костюмів ідальго, наділених чуттям честі та вірності королю. Надалі назва «комедія плаща і шпаги» перейшло до драматургічних творів про конфлікт любові і честі, написаним Лопе де Вегою і авторами його школи — Тірсо де Моліною, Педро Кальдероном де ла Барка та іншими.